# Зедльмайр, Ганс
Ганс Зедльма́йр (нем. Hans Sedlmayr; 18 января 1896, Хорнштайн — 9 июля 1984, Зальцбург) — австрийский историк и теоретик искусства, исследователь готической архитектуры.

## Биография
Родился в семье агронома. Во время Первой мировой войны служил артиллеристом, в составе австро-венгерского экспедиционного корпуса участвовал в боевых действиях в Сирии. Вернувшись с фронта, изучал архитектуру в Высшей технической школе, затем — историю искусства в Венском университете под руководством Макса Дворжака и Юлиуса фон Шлоссера. В это время определилась сквозная тема исследований Зедльмайра — история барочной архитектуры в Австрии и Италии, прежде всего творчество Фишера фон Эрлаха и Борромини. После защиты габилитационной диссертации в 1933 году он получил место приват-доцента в Высшей технической школе, а три года спустя возглавил кафедру истории искусства Венского университета. Вскоре после окончания Второй мировой войны Зедльмайра как члена нацистской партии отстранили от преподавания, и он был вынужден перебраться в Баварию. Там в 1951 году он возглавил кафедру истории искусства в Мюнхенском университете. В послевоенный период Зедльмайр продолжает начатое ещё в 1930-х годах изучение готической архитектуры, итогом которого явилась монография «Возникновение собора» (1950). Другим направлением его творчества стало написание «критической трилогии» («Утрата середины» (1948), «Революция современного искусства» (1955), «Смерть света» (1964)), цикла очерков по истории европейского искусства XVIII—XX веков. С 1965 года и до последних лет жизни Зедльмайр жил в Зальцбурге, преподавая историю искусства в университете. Умер в Зальцбурге 9 июля 1984 года.
В 1929 г. Зедльмайр подготовил к изданию собрание сочинений Алоиза Ригля. К изданию Зедльмайр добавил предисловие «Квинтэссенция учения Ригля» (написано в 1927 г.), в котором раскритиковал формально-стилистический метод Вёльфлина и Ригля как «априорно подменяющий» непосредственное восприятие и переживание произведения искусства умозрительными схемами и классификациями. Согласно Зедльмайру, становление «истории искусства как науки» демонстрирует четыре фазы, или этапа.
Первый этап — это этап стилистической критики, накопления знаний о предмете, публикации и каталогизации памятников.
Второй этап характеризуется созданием «абстрактной теории стиля» и выработкой основных понятий истории искусства. Этот период охватывает примерно 1900—1920-е годы.
Третий этап — этап применения к искусствознанию методов структурного анализа художественных произведений.
Четвёртый этап (начиная с 1950-х годов) отличает «взламывание» традиционной синхронистической (одномерно-линейной) истории искусства.

## Публикации
- Die Architektur Borrominis. Berlin, 1930.
- Verlust der Mitte. Salzburg, 1948.
- Die Entstehung der Kathedrale. Zürich, 1950.
- Die Revolution der modernen Kunst. Hamburg, 1955.
- Johan Bernhard Fischer von Erlach. Wien, 1956.
- Kunst und Wahrheit. Zur Theorie und Methode der Kunstgeschichte. Hamburg, 1958.
- Der Tod des Lichtes. Übergängene Perspektiven zur modernen Kunst. Salzburg, 1964.
- Epochen und Werke. Gesammelte Schriften zur Kunstgeschichte. Wien — München, 1959—1983. Bd. 1 — 3.
- Зедльмайр Х. Проблемы интерпретации // Искусствознание. Вып. 1/1998.
- Зедльмайр Г. Искусство и истина. Теория и метод истории искусства / Пер. Ю. Н. Попова. СПб., 2000.
- Зедльмайр Х. Утрата середины / Пер С. С. Ванеяна. М., 2008.